# Episodi di Grizzly Adams (seconda stagione)
La seconda stagione della serie televisiva Grizzly Adams è stata trasmessa in anteprima negli Stati Uniti d'America dalla NBC tra il 28 settembre 1977 e il 12 maggio 1978.
| nº | Titolo originale                   | Titolo italiano              | Prima TV USA      | Prima TV Italia |
| -- | ---------------------------------- | ---------------------------- | ----------------- | --------------- |
| 1  | Hot Air Hero                       | L'eroe nel pallone           | 28 settembre 1977 |                 |
| 2  | Survival                           | La sopravvivenza             | 12 ottobre 1977   |                 |
| 3  | A Bear's Life                      | Una vita da orsi             | 19 ottobre 1977   |                 |
| 4  | The Trial                          | Il processo                  | 26 ottobre 1977   |                 |
| 5  | The Orphans                        | Gli orfani                   | 2 novembre 1977   |                 |
| 6  | The Search                         | L'indagine                   | 9 novembre 1977   |                 |
| 7  | Gold Is Where You Find It          | L'oro è dove lo si trova     | 23 novembre 1977  |                 |
| 8  | Track of the Cougar                | Sulle tracce del puma        | 14 dicembre 1977  |                 |
| 9  | The Choice                         | La scelta                    | 21 dicembre 1977  |                 |
| 10 | Woman in the Wilderness            | Un conto in sospeso          | 28 dicembre 1977  |                 |
| 11 | The Spoilers                       | I danneggiatori              | 4 gennaio 1978    |                 |
| 12 | Marvin the Magnificent             | Marvin il magnifico          | 11 gennaio 1978   |                 |
| 13 | A Time of Thirsting                | Tempo di arsura              | 18 gennaio 1978   |                 |
| 14 | The Seekers                        | I Cercatori                  | 25 gennaio 1978   |                 |
| 15 | A Gentleman Tinker                 | Tinker il gentiluomo         | 8 febbraio 1978   |                 |
| 16 | The Runaway                        | La fuga                      | 22 febbraio 1978  |                 |
| 17 | The Great Burro Race               | La gara dei tre muli         | 1º marzo 1978     |                 |
| 18 | The Littlest Greenhorn             | Il novellino piccolo piccolo | 15 marzo 1978     |                 |
| 19 | The Renewal                        |                              | 22 marzo 1978     |                 |
| 20 | The Stranger                       | Lo sconosciuto               | 5 aprile 1978     |                 |
| 21 | The Quest                          | Grazie Adams                 | 26 aprile 1978    |                 |
| 22 | The Skyrider                       | Domenica di Pasqua           | 5 maggio 1978     |                 |
| 23 | The World's Greatest Bounty Hunter | Jack cacciatore di taglie    | 12 maggio 1978    |                 |
| 24 | Once Upon a Starry Night           | Una notte stellata           | 19 dicembre 1978  |                 |